# Intoxicació alimentària de Japan Airlines de 1975
El 3 de febrer de 1975 es va produir una toxiinfecció alimentària a bord d'un Boeing 747 de la companyia internacional de vols Japan Airlines, el qual es trobava operant una ruta des d'Anchotage, Alaska fins a Copenhaguen, Dinamarca. Un total de 197 persones de les 364 que ocupaven l'aeronau van emmalaltir i d'aquestes, 142 van requerir hospitalització.
Després de la realització de diferents investigacions Staphylococcus aureus, microorganisme productor de l'enterotoxina estafilocòccica, va ser identificat com l'agent causal de la intoxicació alimentària en qüestió.
A causa de la gran incidència del succés, la toxiinfecció alimentària de Japan Airlines és definida com la intoxicació alimentària més gran produïda a bord d'un avió comercial.

## Aerolínia Japan Airlines

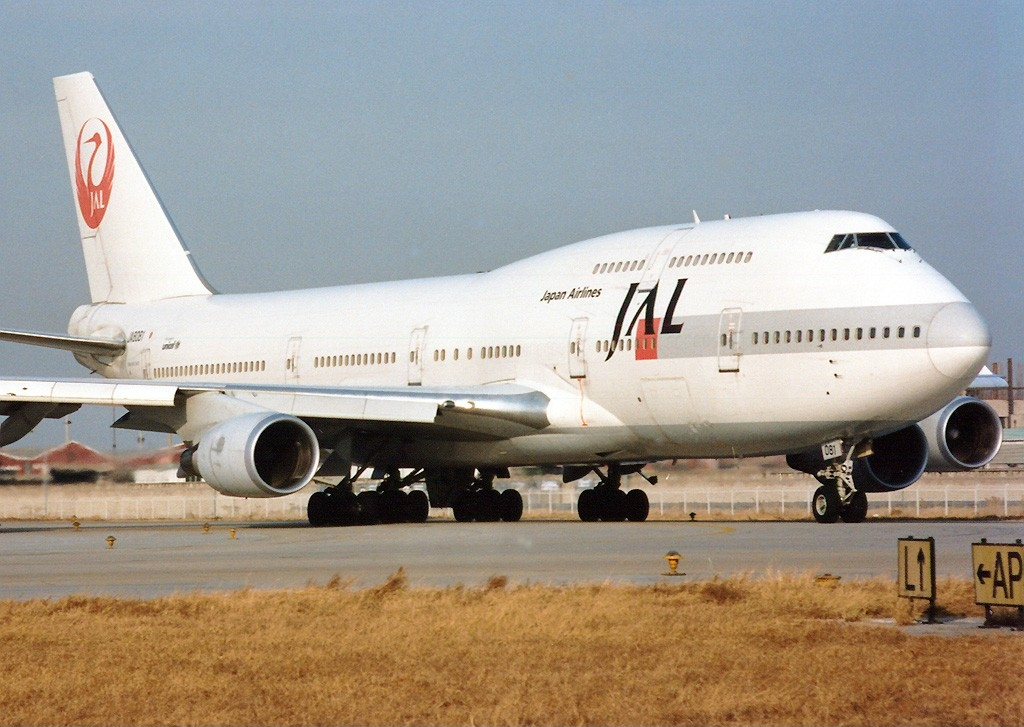
Boeing 747, similar a l'aeronau on va tenir lloc l'incident.

Japan Airlines, també popularment coneguda com a JAL i amb base a Shinagawa, Tòquio, va ser fundada pel govern japonès l'1 d'agost de 1951 davant la necessitat de comptar amb un servei aeri civil d'abast nacional enmig de la reconstrucció del país després de la Segona Guerra Mundial.
Inicialment es tractava d'una companyia que únicament operava a escala nacional, però anys després, el 1954, es va convertir en una companyia aèria internacional atès que es van començar a operar vols amb destinació San Francisco. En els següents 10 anys, la companyia va ampliar el seu servei a altres ciutats dels Estats Units i al sud-est asiàtic, Europa, Índia, Orient Mitjà i Austràlia.
A finals dels seixanta, la companyia aèria va començar a prestar els seus serveis mundialment i posteriorment, als anys vuitanta, la seva xarxa de rutes es va estendre per cobrir diverses ciutats de la Xina. Més tard, el 1987 el govern japonès va decidir vendre les seves accions de l'aerolínia, alliberant-la així del control governamental i alhora fent d'aquesta una empresa privada.
Actualment, trobem que gràcies a la fusió de JAL a diferents companyies aèries, aquesta ha esdevingut la companyia aèria asiàtica més potent.

## Investigació dels esdeveniments
L'incident va tenir lloc a bord d'un Boeing 747 operat per Japan Airlines. L'aeronau estava ocupada per 364 persones, 20 de les quals eren membres de la tripulació. Aquest vol comercial es va operar des de Tòquio fins a Copenhaguen, però abans d'arribar al seu destí va fer escala a l'aeroport internacional Ted Stevens d'Anchorage per a la reposició de combustible.
Durant el vol amb destinació Copenhaguen es va manifestar una malaltia gastrointestinal entre els presents de l'aeronau caracteritzada per la manifestació de vòmits, diarrea, rampes abdominals i nàusees. Un total de 197 persones de les 364 presents (entre elles únicament 1 membre de la tripulació) es van veure afectades per aquesta toxiinfecció alimentària i a més, 142 dels afectats van requerir ingrés hospitalari. Tot i això, els afectats no van mostrar seqüeles ni es van produir morts.
Per a la detecció de l'origen del brot, es van prendre mostres tant de les femtes i dels vòmits dels afectats, com de l'aliment contaminat proporcionat als passatgers. Aquestes van ser enviades al laboratori d'Anchorage, i el diagnòstic obtingut va ser confirmat pel Dr. Mickey S. Eisenberg, funcionari del Servei de Salut Pública dels Estats Units assignat al Departament de Salut de l'Estat d'Alaska.

### Origen de la contaminació dels aliments
L'aliment causal de la contaminació alimentària va ser una truita de pernil servida als passatgers a l'hora de l'esmorzar. La truita confeccionada amb pernil contaminat va ser distribuïda entre els passatgers, una hora abans que l'avió arribés a la seva destinació final. Estudis estadístics realitzats van demostrar que hi havia una associació entre la malaltia i el consum del pernil durant l'esmorzar.
La companyia asiàtica disposava d'una empresa de càtering a Anchorage, la qual va ser l'encarregada de l'elaboració dels aliments distribuïts durant el vol i, per tant, la responsable de l'elaboració de la truita contaminada. A conseqüència de l'incident, es van revisar les instal·lacions de l'empresa (International Inflight Catering) i es va descobrir que la contaminació del pernil va ser deguda a la falta d'higiene per part d'un dels 3 cuiners que van participar en l'elaboració de les truites. El xef en qüestió, presentava lesions inflamades en els dits de la mà dreta les quals estaven infectades per Staphylococcus aureus. Així doncs, gràcies a diferents estudis epidemiològics realitzats, aquest bacteri finalment va ser reconegut com a l'agent etiològic responsable de la toxiinfecció.

### Propagació del brot toxic
El cuiner portador va preparar un total de 40 i 70 truites que van ser distribuïdes entre els passatgers de primera classe i la coberta principal respectivament. Com a conseqüència, un total de 197 persones van presentar malestar gastrointestinal després de consumir la truita de pernil.
L'aliment contaminat es va mantenir a temperatura ambient al voltant de 6 hores en les cuines on va ser preparat i posteriorment va ser refrigerat durant 15 h. En ser traslladat a l'avió, no va ser emmagatzemat en un mòdul refrigerat, sinó que es va mantenir als forns de l'avió durant un període de 8 hores. Aquests canvis de temperatura, van induir la multiplicació del patogen prèviament inoculat en l'aliment, i la producció de les seves enterotoxines.
L'escassa higiene per part del xef, afegida a la deficient manipulació de l'aliment per part de la tripulació que treballava a les galeres de l'avió, va permetre que els bacteris es multipliquessin provocant així el tràgic succés a bord del Boeing 747.
La manca d'operacions de control dels aliments, com el refredament ràpid i les instal·lacions de conservació del fred, afecten amb més freqüència a situacions de gran escala, com en el cas dels avions, provocant brots d'intoxicacions alimentàries.
Per tant, els factors relacionats amb l'ocurrència del brot són:
- Preparació dels aliments amb antelació
- Falta d'higiene del personal i/o estris
- Manteniment prolongat dels aliments a una temperatura no restrictiva

## Agent etiològic de la intoxicació:Staphylococcus aureus

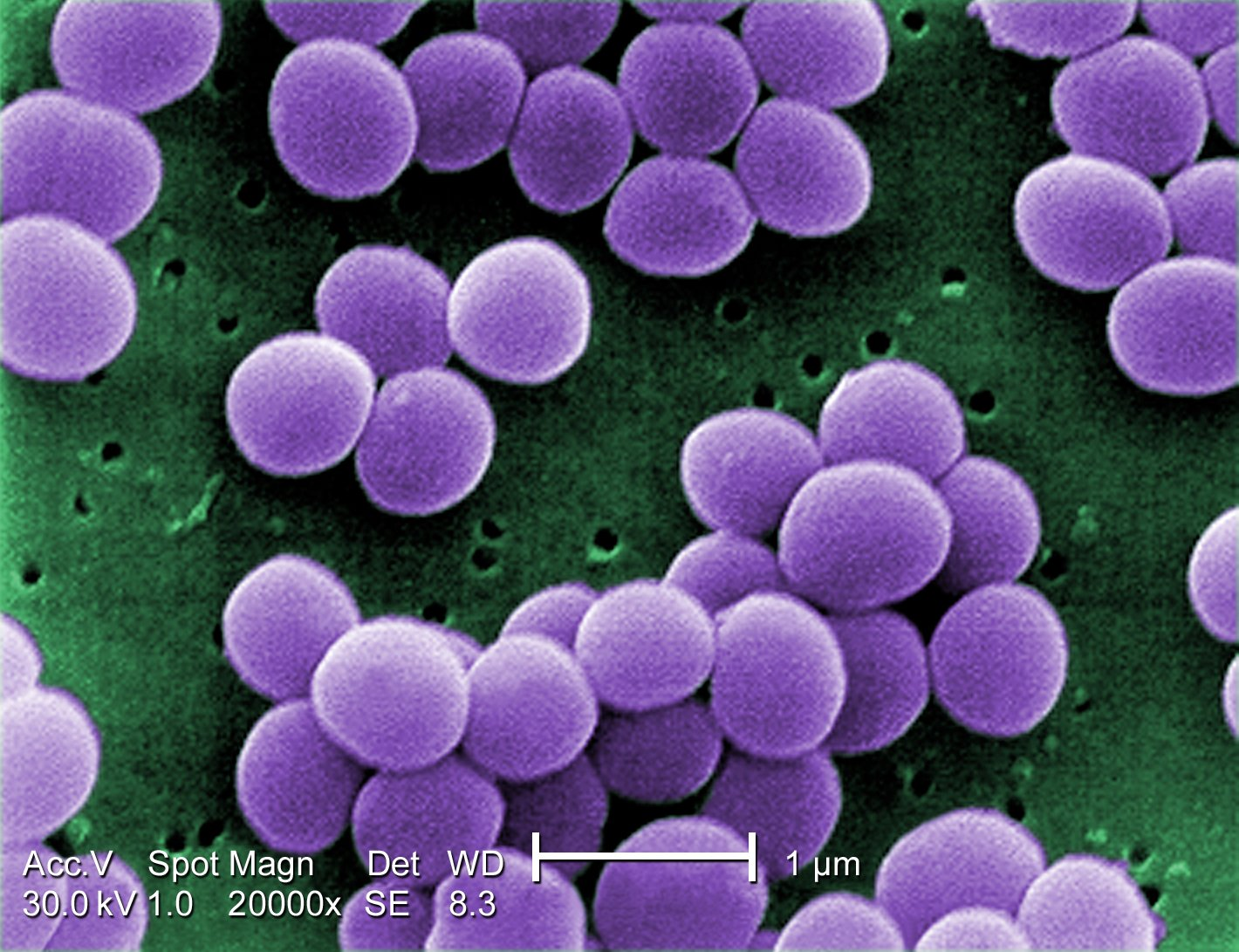
Cultiu axènic de Staphylococcus aureus observat al microscopi SEM

Es tracta d'un coc de 0,5 a 1 μm de diàmetre, grampositiu i anaerobi facultatiu de la classe Bacilli, la qual pertany al fílum Firmicutes. És productor dels enzims catalasa i coagulasa, i encara que no gaudeix de fase esporulada, presenta una àmplia distribució ambiental. Es tracta d'un patogen ubic que a més forma part de la microbiota normal d'individus sans.
Pel que al seu material genètic respecta, presenta un genoma circular amb diferent tipus d'insercions com ara pròfags, plasmidi i transposons. Per tant, es tracta d'un bacteri amb una àmplia varietat genètica que a més presenta diferents factors de virulència els quals li confereixen una gran resistència i adaptabilitat enfront de diferents condicions ambientals:

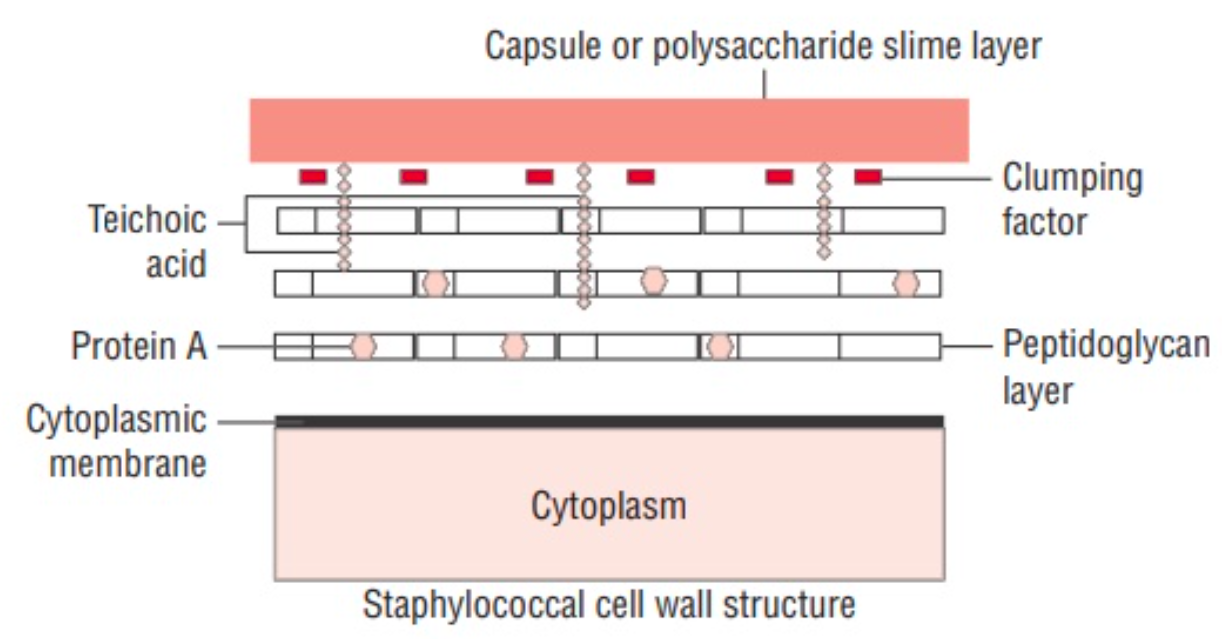
Components de la paret cel·lular i estructura antigènica de S. aureus.

- Càpsula: estructura proteica caracteritzada per la presència de polisacàrids externs els quals faciliten l'adherència del coc a la cèl·lula hoste.[10] A més, presenta efectes antifagocítics, ja que dificulta el reconeixement del bacteri per part del sistema immunitari humà. Cal destacar que no totes les soques de S. aureus presenten aquesta estructura de protecció.[11]
- Àcids ticoics: polímers de fosfat de ribitol que es poden trobar al peptidoglicà o units a la membrana plasmàtica. La seva funció principal és facilitar la unió de S. aureus la a la superfície de les mucoses, ja que presenten afinitat per la fibronectina. Presenten efectes immunogens per estimular les respostes humorals.[10]
- Proteïna A: proteïna de 42 kDa formada aproximadament per 508 aa, acoblada al peptidoglicà o a la membrana citoplasmàtica amb una gran afinitat per les immunoglobulines IgG. Es troba localitzada a la superfície del bacteri on fixa les immunoglobulines per tal d'evitar ser opsonitzat i fagocitat.[12]
- Toxines: substància verinosa produïda pel mateix bacteri que li serveix com a mecanisme de defensa. Sintetitza diferent tipus de toxines entre elles l'enterotoxina estafilocòccica, citotoxines i hemolisines.[11]

És un comensal transitori a la pell i a les mucoses d'un terç de la població, de manera que colonitzen teixits epitelials i mucosos, però no provoquen infecció en ells. Aproximadament 2000 milions de persones al món són portadores de S. aureus. Per altra banda, cal destacar que l'espècie humana és el reservori natural d'aquest bacteri el qual presenta zones de colonització preferents com zones nasals, aixelles, vagina, perineu i zones de plegaments.
S. aureus pot produir una àmplia diversitat de malalties relativament benignes, però també pot generar malalties d'alt risc vital en individus immunodeprimits o hospitalitzats els quals són considerats un grup de risc potencial.
Pel que al tractament respecta, per evitar la infecció o reduir la presència del patogen no es fa ús de la penicil·lina, ja que S. aureus presenta resistència enfront d'aquest antibiòtic. Així doncs, els principals antibiòtics utilitzats contra S. aureus són la nafcil·lina, els aminoglicòsids i l'oxacil·lina. En el tractament contra aquest bacteri també és important reduir les fonts de contacte entre el microorganisme i l'hoste.
En l'àmbit de diagnosi al laboratori, es poden realitzar tres tipus de proves: diagnosi per cultiu i microscòpia, i diagnosi per ús de proves bioquímiques. També són útils les proves moleculars que inclouen tècniques independents de cultiu basades en hibridacions amb seqüències específiques o basades en reaccions immunològiques.

### Enterotoxina estafilocòccica
Algunes espècies d'estafilococs són productores de proteïnes no glicosilades conegudes com a enterotoxines estafilocòcciques (SE). Aquestes proteïnes tòxiques van ser aïllades tant en les restes d'aliments causants de la toxiinfecció con en les mostres obtingudes a partir dels infectats.
Aquestes proteïnes presenten una elevada toxicitat, específiques de l'agent etiològic, essent les enterotoxines estafilocòcciques la causa més comuna d'intoxicació alimentària a causa de les seves característiques termoestables, les quals li permeten tolerar temperatures restrictives per altres proteïnes. Com a conseqüència, trobem que encara que sigui tractada amb calor (com en la majoria d'aliments cuinats) no es desnaturalitza, perdurant així en aliments cuinats.
Es coneixen 25 tipus diferents d'enterotoxines estafilocòcciques.
El mecanisme d'actuació consisteix a generar una important i sobtada resposta inflamatòria de forma local a la zona gastrointestinal. A partir d'aquesta inflamació la disseminació de la toxina pot donar-se o no en funció de les característiques moleculars de la proteïna en qüestió i en funció de les característiques de l'hoste (perill en població de risc).
Les localitzacions del gen de l'enterotoxina són nombroses. Poden ser transportats per plasmidis, fags o per illes genòmiques. Un sistema regulador principal que controla l'expressió dels factors de virulència a S. aureus és el sistema agr (regula els fenòmens d'adherència i colonització cel·lular en la formació de biofilms). Aquest sistema funciona en combinació amb el sistema sar (regulador d'accessoris estafilococs). La seva màxima expressió es dona entre la fase exponencial tardana fins i la fase estacionària.
Les enterotoxines localitzades al menjar que va generar el brot tòxic són de natura proteica. En ser proteïnes termoestables van ser fàcilment purificades i es van poder determinar dos tipus diferents d'enterotoxina: SEA, SEB i SEB + SEA.

## Conseqüències del brot
Del total de passatgers (344) només 196, un 57% van patir una toxiinfecció alimentària per S. aureus., dels quals 142 van requerir hospitalització per la forta intoxicació patida, no es van lamentar víctimes mortals.
Un dels membres de la tripulació també va ser infectat i va necessitar hospitalització preventiva.
L'única víctima mortal de l'esdeveniment va ser el gerent del càtering de la companyia Japan Airlines, Kenji Kuwabara. El motiu de la mort va ser suïcidi.